# Ate (municipi de la Valclusa)
Ate o At (occità) o Apt (francès) és un municipi francès al departament de la Valclusa (regió de Provença – Alps – Costa Blava). L'any 2013, últim cens oficial, la ciutat tenia 12.325 habitants. A més de conservar nombrosos edificis antics, entre els quals la Catedral de Santa Anna (Sainte-Anne), i d'un patrimoni natural interessant, Ate és famosa com a capital mundial de la producció de fruites confitades.

## Demografia
| Evolució de la població |       |       |       |       |       |       |       |       |
| 1793                    | 1800  | 1806  | 1821  | 1831  | 1836  | 1841  | 1846  | 1851  |
| 5.594                   | 4.689 | 5.374 | 5.206 | 5.707 | 5.958 | 5.989 | 5.857 | 5.770 |

| 1856  | 1861  | 1866  | 1872  | 1876  | 1881  | 1886  | 1891  | 1896  |
| ----- | ----- | ----- | ----- | ----- | ----- | ----- | ----- | ----- |
| 5.778 | 5.785 | 5.940 | 5.892 | 5.687 | 5.708 | 5.743 | 5.725 | 5.851 |

| 1901  | 1906  | 1911  | 1921  | 1926  | 1931  | 1936  | 1946  | 1954  |
| ----- | ----- | ----- | ----- | ----- | ----- | ----- | ----- | ----- |
| 5.948 | 6.418 | 6.336 | 5.662 | 6.467 | 6.462 | 6.201 | 6.259 | 6.609 |

| 1962  | 1968  | 1975   | 1982   | 1990   | 1999   | 2006 | 2011 | 2016 |
| ----- | ----- | ------ | ------ | ------ | ------ | ---- | ---- | ---- |
| 7.466 | 9.623 | 11.288 | 11.496 | 11.506 | 11.172 | -    | -    | -    |

| 2019 | - | - | - | - | - | - | - | - |
| ---- | - | - | - | - | - | - | - | - |
| -    | - | - | - | - | - | - | - | - |

## Alcaldes
| Període   | Identitat              | Partit          |
| --------- | ---------------------- | --------------- |
| 1979-2001 | Pierre Boyer           | PS              |
| 2001-2006 | Armand Doucende        | UMP             |
| 2006-2008 | Jean-Louis de Longeaux | UMP             |
| 2008-2015 | Olivier Curel          | PS              |
| 2015-     | Dominique Santoni      | Els Republicans |